# A Hard Rain’s a-Gonna Fall
«A Hard Rain’s a-Gonna Fall» (с англ. — «Суровый ливень грядёт») — песня протеста американского автора-исполнителя Боба Дилана, написанная музыкантом летом 1962 года и выпущенная годом позже на его втором альбоме The Freewheelin’ Bob Dylan. Лирическая структура композиции построена по образцу вопросов и ответов традиционных народных баллад, таких как «Lord Randall».
Песня характеризуется символическими образами в стиле поэзии Артюра Рембо, повествующими о страданиях, загрязнении окружающей среды и войне. По словам Дилана, весь текст был заимствован из строчек песен, «дописать которые у него совершенно нет времени». Историк Нэт Хентофф процитировал музыканта, отметив, что тот немедленно сочинил эту песню в ответ на события Карибского кризиса. Хотя в своих мемуарах, Хроники: Том первый, Дилан объяснил своё вдохновение тем чувством, которое он испытал при чтении газет на микрофишах в Нью-Йоркской публичной библиотеке: «Через некоторое время не осознаешь уже ничего, кроме культуры чувства, черных дней, раскола, зла за зло, общей судьбы человека, сбитого с пути. Все это — один долгий похоронный плач».

## История создания
— Возьмём, к примеру, вашу песню «A Hard Rain’s a-Gonna Fall». Хотя она и была навеяна мыслями об атомном ливне. В то же время она...
— Нет, нет, она не об атомном ливне. 
— Так, так, продолжайте.
— Кто-то тоже решил, что она об атомном ливне. Но это не атомный ливень имеется в виду. Это суровый ливень.
— Все ваши песни по содержания немного шире того события о котором они написаны. Понимаете, что я имею в виду?
— Я не сочиняю тематических песен.
— То есть ваши песни не являются тематическими?
— Нет, и мне даже это слово совсем не нравится.
— Я правильно понял, песни не посвящены определённым событиям?
— Да, правильно. Они выше конкретных событий. Фолк-музыка настолько обширна, что можно взять любую её часть и на ее основе создать песню.
Изначально Дилан сочинил «A Hard Rain’s a-Gonna Fall» в форме стихотворения. Первая версия текста была написана на пишущей машинке в общей квартире друзей Дилана Вейви Грейви и Тома Пэкстона в Гринвич-Виллидже. С того времени в тексте произошли существенные изменения, к примеру, более ранний вариант песни, который был напечатан как в посвящённых фолк-музыке журналах Sing Out! и Broadside, содержал строчку «a highway of golden with nobody on it», а не вошедшую в окончательный вариант — «a highway of diamond».
22 сентября 1962 года Дилан впервые выступил в Карнеги-холле в рамках музыкального капустника. Его сет состоял из трех песен и стал первым публичным исполнением «A Hard Rain’s a-Gonna Fall», сложной и мощной песни, построенной на образце рефрена в виде вопросов и ответов традиционной британской баллады «Lord Randall», впервые опубликованной Джеймсом Фрэнсисом Чайлдом.
Месяц спустя, 22 октября, президент США Джон Кеннеди выступил по национальному телевидению, с объявлением об обнаружении советских ракет на Кубе, положив начало Карибскому кризису. В примечаниях к буклету альбома The Freewheelin’ Bob Dylan Нэт Хентофф процитировал Дилана, по словам которого но написал «A Hard Rain» в ответ на эти события: «На самом деле, каждая строчка в этой песне является началом совершенно новой песни. Но когда я писал её, я думал, что у меня не будет достаточно времени, чтобы дописать все эти песни, поэтому я вложил все, что мог, в эту». Тем не менее, впоследствии биографы музыканта отмечали, что Дилан сочинил эту песню более чем за месяц до того, как разразился кризис.
Песня была записана с одного дубля на «Студии A» лейбла Columbia Records — 6 декабря 1962 года.

## Анализ и отзывы
Фолковый исполнитель Пит Сигер интерпретировал фразу «Where the home in the valley meets the damp dirty prison» как относящуюся к ситуации, когда молодой человек внезапно хочет покинуть отчий дом, но затем уточнил свою мысль, отметив: «Люди ошибаются, когда говорят: «Я знаю, что он имеет в виду»».

Хотя некоторые предположили, что припев песни относится к ядерным осадкам, Дилан оспорил мнение, что это была конкретная отсылка. В 1963 году в радиоинтервью Стадсу Теркелу музыкант сказал: 
Нет, это не атомный ливень имеется в виду. Это суровый ливень. Я имею в виду какой-то конец, который должен случиться. […] В последнем куплете, когда я пою, „гранулы яда заливают воды“, это означает всю ту ложь, которую людям рассказывают по радио и пичкают в газетах.

В документальном фильме Мартина Скорсезе «Нет пути назад: Боб Дилан», поэт-битник Аллен Гинзберг рассказал о том, как он впервые услышал музыку Дилана: 
Когда я вернулся из Индии на Западное побережье. Один поэт, Чарли Плаймелл, на вечеринке в местечке Болинас дал мне послушать запись одного молодого фолк-исполнителя. Кажется это была песня… „A Hard Rain’s a-Gonna Fall“. Я послушал её и заплакал. Я понял, что эстафета была передана новому поколению. От поколения ранней богемы и битников с их вдохновлённостью и верой в своё высокое предназначение.
Писатель Иэн Макдональд описал «A Hard Rain’s a-Gonna Fall» как одну из самых идиосинкразических песен протеста, из когда-либо написанных.